# Sankin kōtai
Sankin-kōtai (参勤交代 (Tham cần giao đại) có nghĩa là "Luân phiên trình diện", các Daimyo cứ cách năm lại ở lại Edo một năm) là thông lệ của Mạc phủ Tokugawa đòi tất cả các lãnh chúa (daimyo) cứ cách một năm phải lưu lại kinh đô Edo một năm. Ngoài ra thân tộc của lãnh chúa phải cư trú ở Edo khi daimyo trở về han (phiên ấp) chấp sự. Lệ sankin kotai giúp chính quyền trung ương kiểm soát tiền tài và phép cai trị của các phiên thuộc daimyo một cách chặt chẽ. Sau này Mạc phủ Tokugawa còn đặt ra nhiều định chế khác để kiểm soát các daimyo như đòi họ nộp tài vật vào việc công ích như đắp đường. Thêm vào đó, Mạc phủ có lệnh cấm các lãnh chúa đóng thuyền hay xây thành để giảm bớt nguy cơ cát cứ địa phương hầu chống lại triều đình.

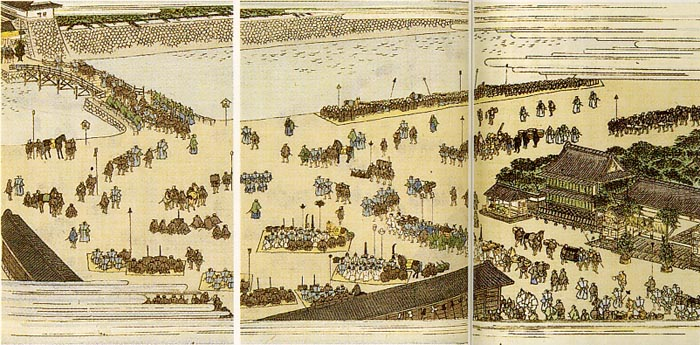
"Hàng loạt Daimyo tham gia một lễ hội tại Edo" từ tập "Tokugawa Seiseiroku". Bảo tàng Lịch sử Quốc gia Nhật.

Lệ này gây ra bất mãn trong giới daimyo vì họ tốn kém cung ứng, kết cục là bọn lãnh chúa quay giáo chống lại Mạc phủ Tokugawa trong cuộc Minh Trị Duy Tân.

## Mục tiêu chính trị
Sankin-kōtai là một chính sách lớn của Mạc phủ Tokugawa nhằm thâu tóm quyền lực về chính trị, kiểm soát hoạt động của các lãnh chúa 
đồng thời qua đó khẳng định lòng trung thành của các daimyo với tướng quân.
Trải qua hơn 2 thế kỷ, chế độ Bakuhan taisei ("Mạc phiên thể chế") trong đó có Sankin-kōtai luôn diễn ra nhiều vận động và biến đổi nhưng để giữ thế ổn định về chính trị, các tướng quân Tokugawa luôn tìm cách duy trì và theo đuổi những mục tiêu chiến lược của 
mình. Bằng những biện pháp khôn khéo nhưng cũng hết sức cương quyết, Mạc phủ Edo đã xác lập được sự cân bằng tương đối về quyền lực chính trị giữa chính quyền trung ương với các lãnh chúa địa phương để rồi từ đó xây dựng nên mối quan hệ "tôn chủ – bồi thần" rất điển hình ở Nhật Bản.
Theo quy định, nhìn chung cứ cách một năm các lãnh chúa lại phải về Edo để diện kiến tướng quân. Để bảo đảm cho cuộc sống lâu dài và thường xuyên ở kinh đô" mỗi lãnh chúa đều phải tự xây dựng cho mình một cơ sở lưu trú riêng. Khi hết thời hạn quy định, các daimyo cùng đoàn tuỳ tùng có thể trở về địa phương nhưng phải để vợ con lại thành Edo. Do vậy, sankin kotai thực chất là chế độ con tin. Các lãnh chúa đã dùng sinh mạng của những người có quan hệ máu thịt và võ sĩ thân tín để bảo đảm đặc quyền và vị thế phong kiến của mình. Mặt khác, thông qua việc thực hiện chế độ Sankin-kōtai, chính quyền trung ương cũng muốn giám sát thường xuyên, trực tiếp với các daimyo, ngăn chặn khả năng nổi dậy đồng thời làm suy giảm sức mạnh quân sự, kinh tế của các lãnh chúa.
Trong lịch sử, chế độ con tin đã từng xuất hiện rất sớm trong lịch sử một số quốc gia châu Á.. Ở Nhật Bản, vào năm 1251, Mạc phủ Kamakura cũng đã ra lệnh cho các võ sĩ cao cấp (hyojosho) phải thực hiện chế độ sankin. Đây có thểcoi là tư liệu sớm nhất về chế độ này. Ở Nhật Bản, vào thời Chiến quốc, trong bối cảnh chính trị vô cùng phức tạp, ngay cả những người nắm giữ quyền lực lớn nhất thời bấy giờ như Oda Nobunaga (1534-1582) và Toyotomi Hideyoshi (1536-1598) cũng phải sử dụng chế độ con tin để củng cố mối liên minh quân sự, chính trị. Sau khi nắm được thực quyền ở Nhật Bản, Toyotomi Hideyoshi đã yêu cầu tất cả các lãnh chúa đồng minh, kể cả những daimyo vừa chịu sự thần phục, phải đưa vợ con về Osaka, Kyoto và Nagoya, nơi ông từng đóng đại bản doanh, làm con tin. Cùng với yêu cầu đó, ông còn đề nghị nhiều lãnh chúa cử binh lực tham gia vào các trận chiến hoặc duy trì an ninh cho khu vực thành Osaka và kinh đô Kyoto. Tháng 9 tháng 1589, nhận thức rõ được ưu thế chính trị của mình, Toyotomi Hideyoshi đã yêu cầu tất cả các lãnh chúa đồng minh phải xây dựng cơ sở lưu trú thường xuyên cho gia đình gần cung điện Jurakudai tại Kyoto. Đến năm 1590, để bày tỏ sự trung thành của mình, lãnh chúa Date đã là một trong những daimyo tiên phong, tình nguyện đưa hơn 1.000 người gồm vợ con, gia nhân và binh sĩ về thành Fushimi, nơi Hideyoshi lập trướng phủ, để phục vụ chủ tướng.

### Trích dẫn
1. ↑  Jansen, Marius B. (2000). The Making of Modern Japan, các trang 127–141.
2. ↑  Robert Sakai, The Consolidation of Power in Satsuma Han; John W.Hall & Marius B. Jansen (Ed.), Studies in the Institutional History of Early Modern Japan, Princeton University Press, tr. 132.
3. ↑  Sadler, A.L. The Maker of Modern Japan: The Life of Tokugawa Ieyasu. tr. 241. ISBN 9780203845080.; Totman, Conrad. Tokugawa Ieyasu: Shogun. tr. 53.